# Mayiladuthurai

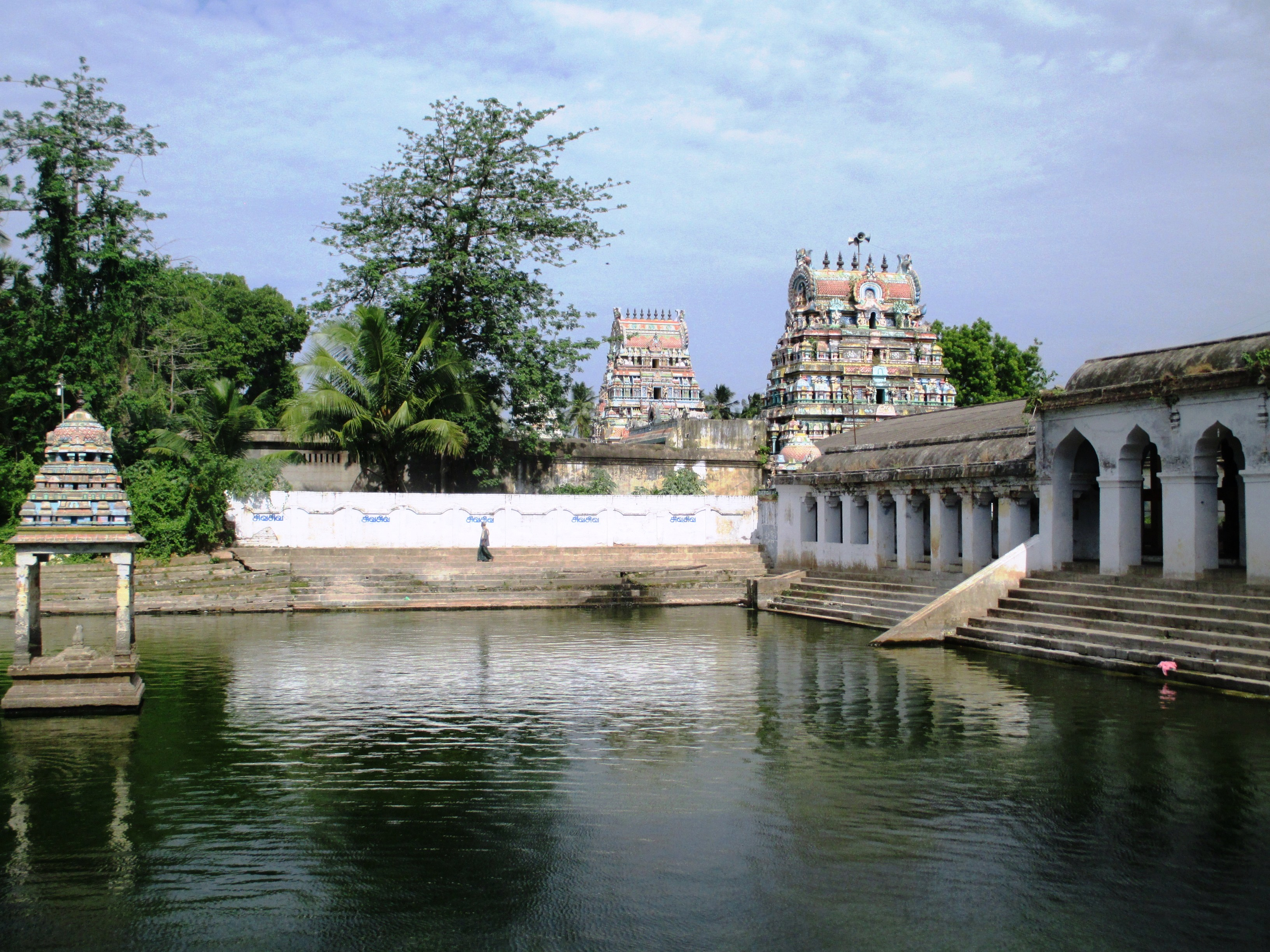
Tempelteich

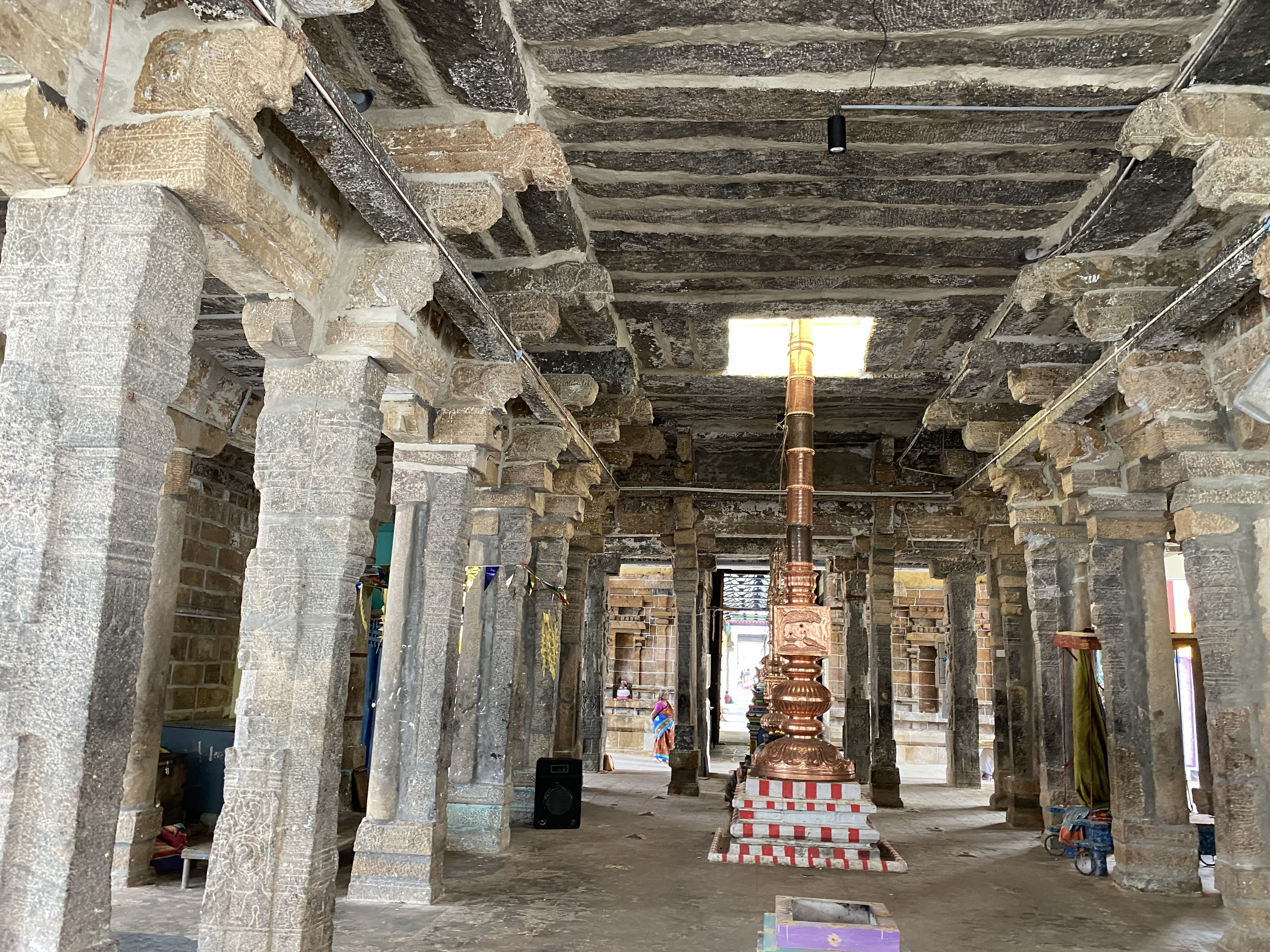
Tempelinneres

Mayiladuthurai (Tamil: மயிலாடுதுறை Mayilāṭutuṟai), früher Mayuram (மாயூரம் Māyūram) oder Mayavaram (மாயவரம் Māyavaram), ist eine Stadt mit annähernd 90.000 Einwohnern im südindischen Bundesstaat Tamil Nadu. Mayiladuthurai ist Verwaltungssitz des Distrikts Mayiladuthurai.

## Lage und Klima
Mayiladuthurai liegt rund 275 km (Fahrtstrecke) südlich von Chennai im Nordosten des Kaveri-Deltas an einem Mündungsarm des Kaveri-Flusses. Die nächstgrößeren Städte sind Kumbakonam (ca. 35 km südwestlich), Chidambaram (ca. 40 km nördlich) und Tiruvarur (ca. 40 km südlich). Die Küste des Golfs von Bengalen liegt ungefähr 25 km (Luftlinie) östlich. An der Hauptstrecke von Viluppuram über Cuddalore nach Tiruchirappalli gelegen, verfügt Mayiladuthurai über gute Bahnverbindungen. Am Bahnhof Mayiladuthurai zweigen zudem die Nebenstrecke nach Tiruvarur ab. Das Klima ist meist schwülwarm bis heiß; Regen (ca. 1200–1700 mm/Jahr) fällt hauptsächlich in den Monsunmonaten der zweiten Jahreshälfte.

## Bevölkerung
| Jahr      | 1991   | 2001   | 2011   | 2021  |
| Einwohner | 76.837 | 84.505 | 85.632 | k. A. |

Ungefähr 88,5 % der Einwohner sind Hindus, ca. 6,5 % sind Moslems und gut 4 % sind Christen. Die Hauptsprache ist, wie in ganz Tamil Nadu, das Tamil, das von 98 % der Bevölkerung als Muttersprache gesprochen wird.

## Wirtschaft
Die Stadt und ihr Umland sind im Wesentlichen agrarisch geprägt (Reis, Kokosnüsse, Kochbananen), aber auch die Textilproduktion (v. a. Seidenstoffe) spielen eine bedeutende Rolle im Wirtschaftsleben.

## Geschichte
Früher unter dem Sanskrit-Namen Mayuram bekannt, wurde der Name der Stadt in den 1970er-Jahren von der Regierung Tamil Nadus aus sprachpuristischen Gründen in die tamilische Form Mayiladuthurai abgeändert. Unter diesem Namen war der Ort bereits im 7./8. Jahrhundert in den Tevaram-Hymnen der Hymnendichter Sambandar und Appar besungen worden. Damit gehört Mayiladuthurai zu den 274 heiligen Orten des tamilischen Shivaismus (Padal Petra Sthalams). Beide Namen leiten sich vom Wort für „Pfau“ (Sanskrit: mayūra, Tamil: mayil) ab. Der Name bezieht sich auf den Mythos, demzufolge die Göttin Parvati hier ihren Gatten Shiva in Gestalt eines Pfaus verehrt haben soll.
In seiner Geschichte gehörten der Ort und sein Umland nacheinander zum Pallava-, Chola- und Vijayanagar-Reich. Um das Jahr 1800 übernahmen die Briten die Macht.

## Sehenswürdigkeiten
- Der wichtigste Tempel Mayiladuthurais ist dem Hindu-Gott Shiva seiner Erscheinungsform als Mayuranathaswami („Pfauenherr“) gewidmet. Der Mayuranathaswami-Tempel ist über drei Hektar groß und verfügt über einen 50 m hohen Gopuram (Torturm). Alljährlich im Oktober/November findet das Tula-Fest statt, bei dem die Gottheit in einer Prozession zum Kaveri-Fluss gebracht und dort gebadet wird.

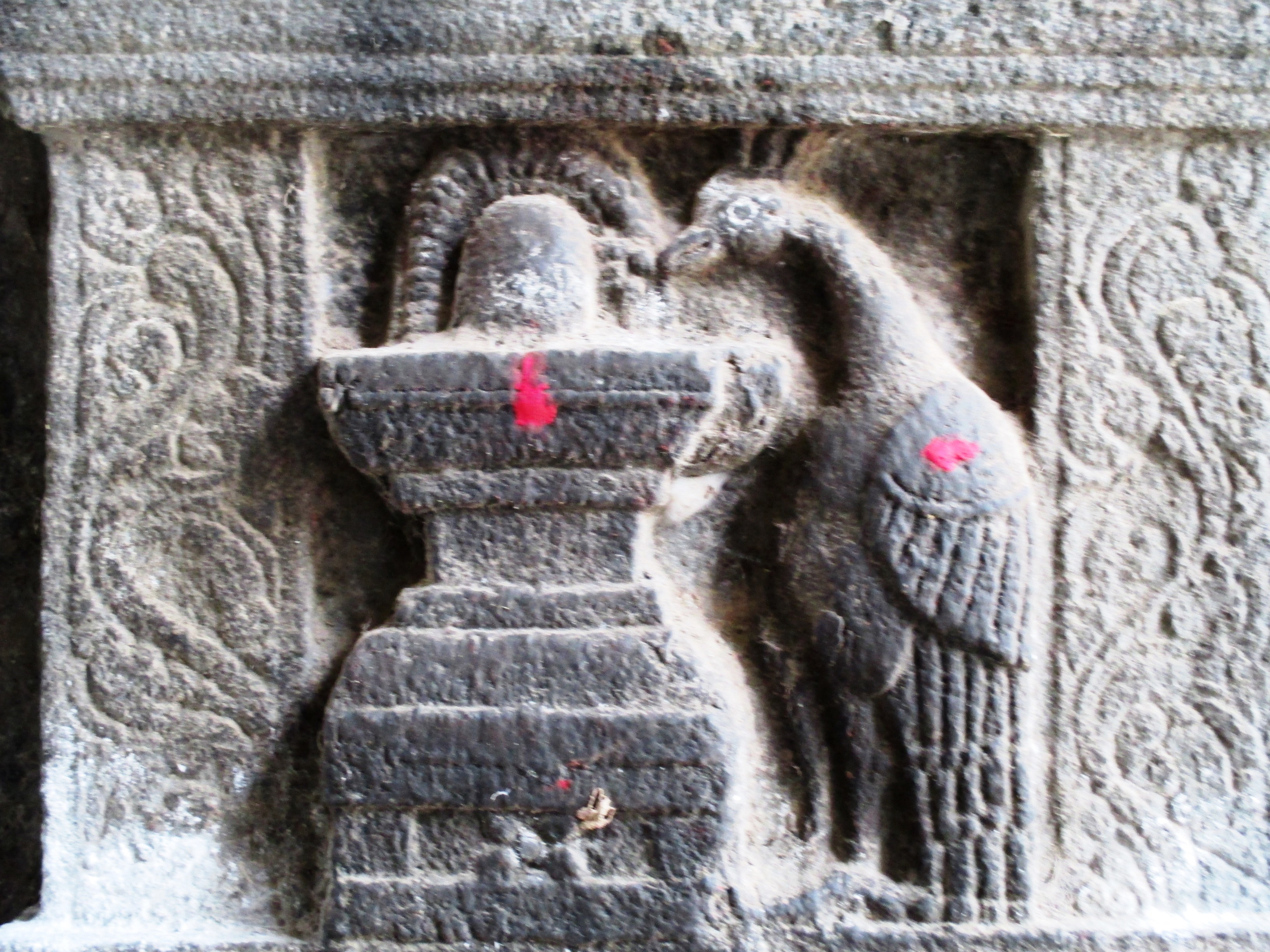
Shiva-Lingam und Pfau
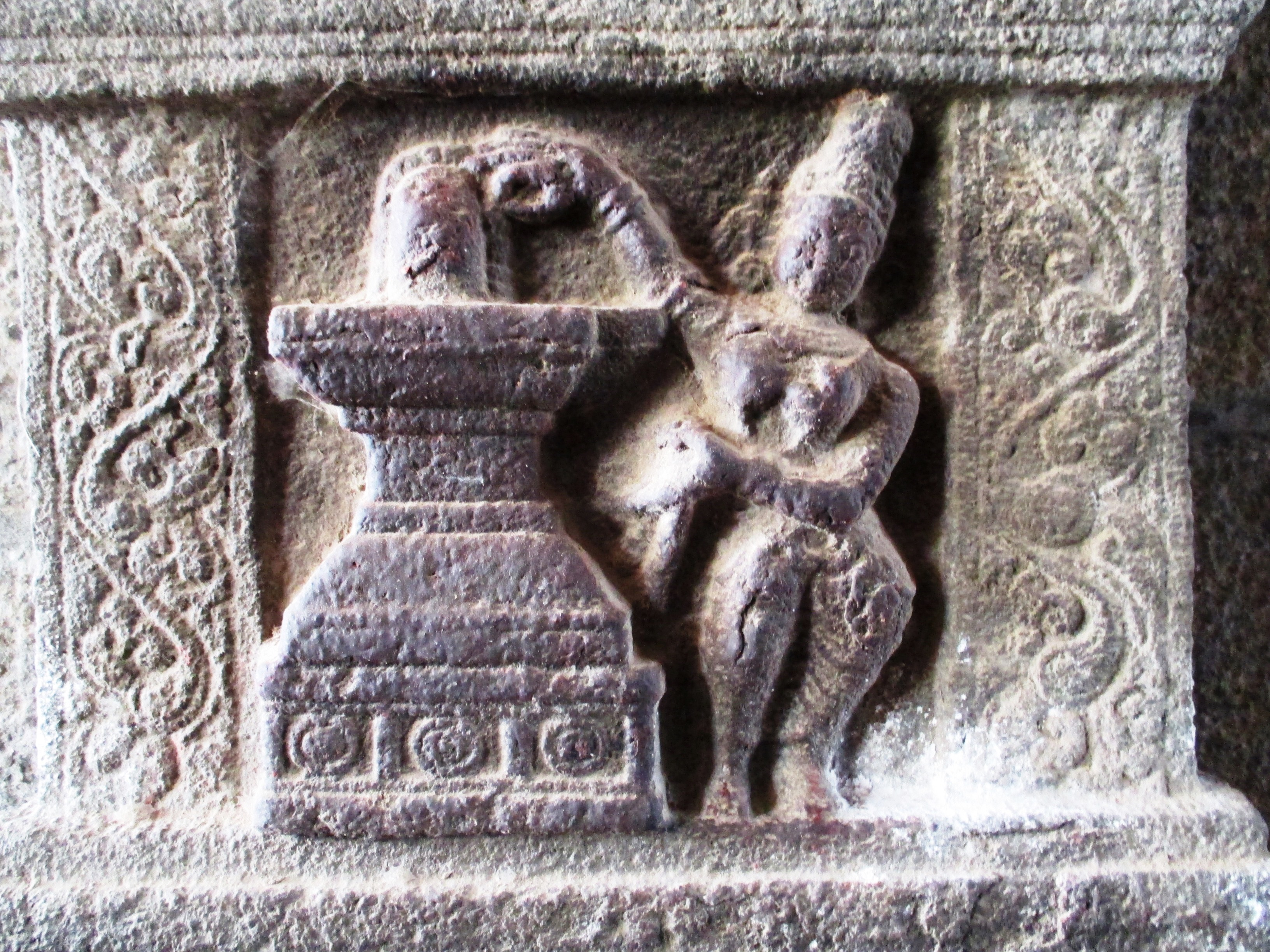
Shiva-Lingam und Frau
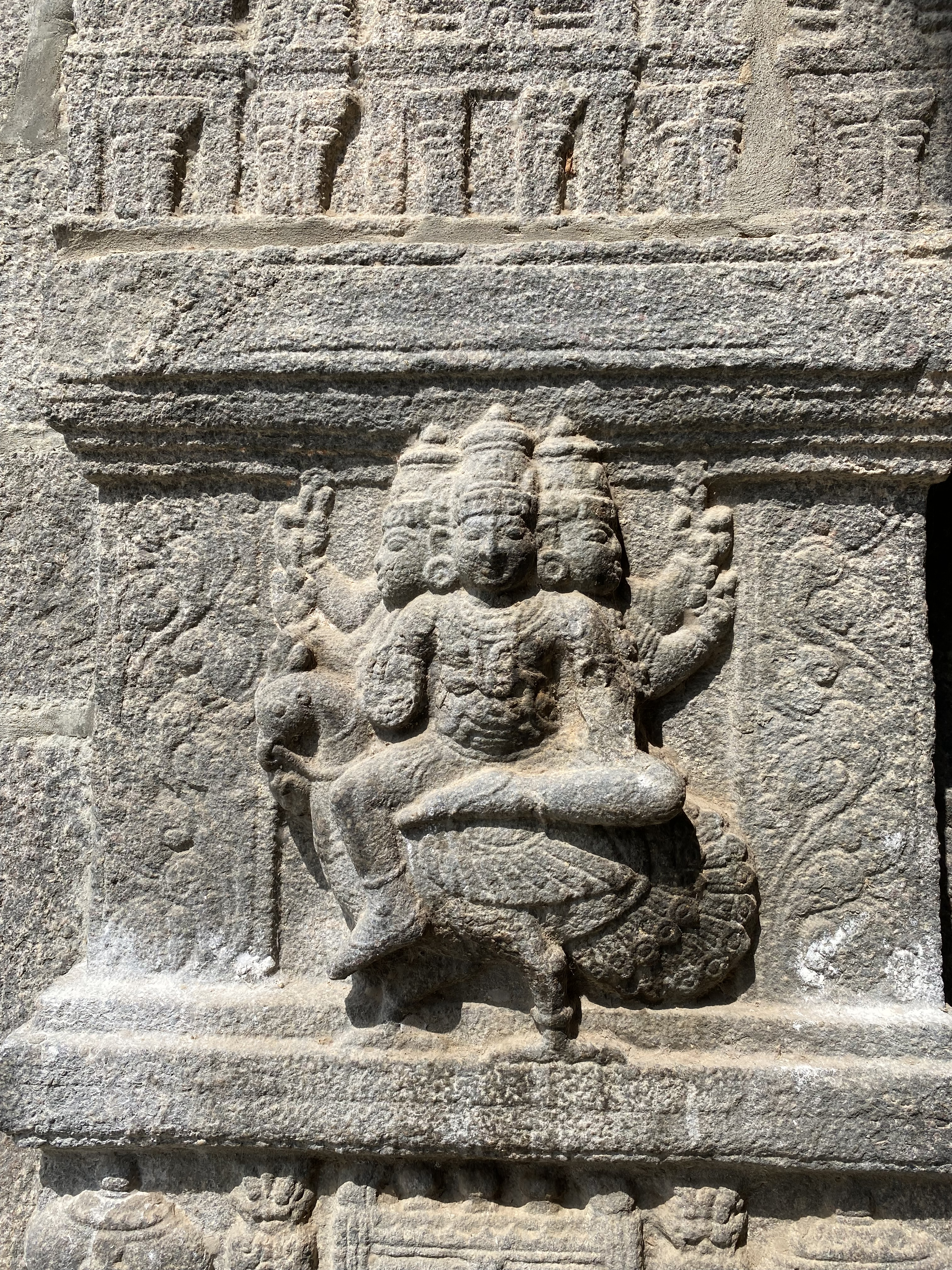
Dreiköpfige Gottheit (trimurti) auf einem Pfau
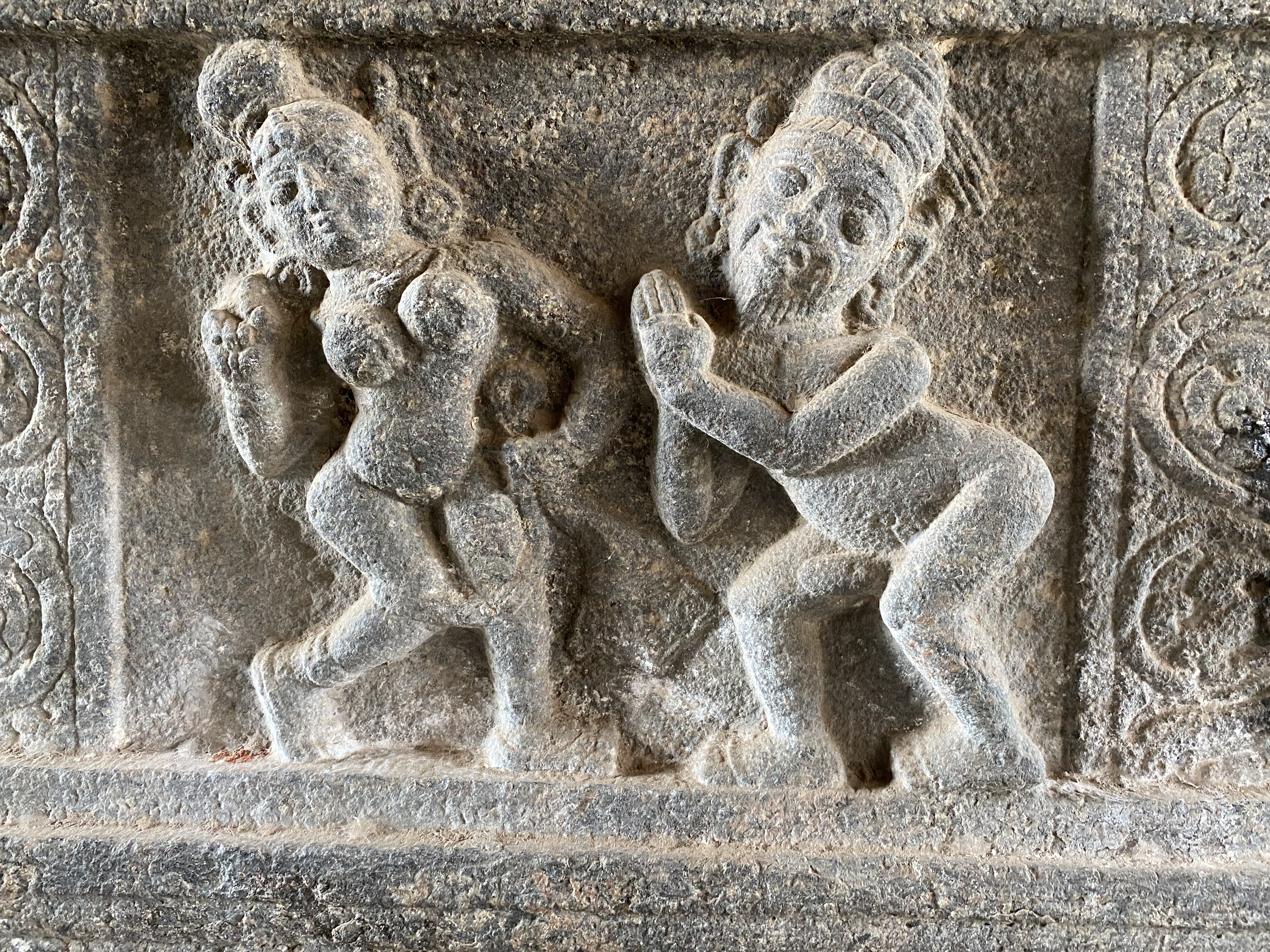
Brahmane und Mädchen

- Auf der anderen Flussseite im Vorort Tiruvindalur befindet sich der Parimala-Ranganathar-Tempel, in welchem der Gott Vishnu verehrt wird. Er gehört zu den 108 Divya Desams, den heiligen Orten des tamilischen Vishnuismus.

## Söhne und Töchter der Stadt
- Sukanya Ramgopal (* 1954), Geigerin, Mridangam- und Vinas- und Ghatamspielerin